# Bevis Mugabi
Bevis Kristofer Kizito Mugabi, noto semplicemente come Bevis Mugabi (Harrow, 1º maggio 1995), è un calciatore inglese naturalizzato ugandese, difensore dell'Anorthōsis e della nazionale ugandese.

## Carriera

### Club
Cresciuto nei settori giovanili di Fulham e Southampton, il 5 agosto 2016 passa allo Yeovil Town, con cui firma un annuale. Il 13 agosto esordisce tra i professionisti, nella partita di campionato pareggiata per 1-1 contro il Luton Town, mentre il 30 agosto segna la prima rete in carriera, nella vittoria per 4-3 ottenuta contro il Portsmouth, valida per il Checkatrade Trophy. Il 31 maggio 2017, dopo essere stato utilizzato con continuità nel corso della stagione, prolunga il proprio contratto in scadenza fino al 2019. Il 15 maggio 2019, dopo la retrocessione del club dalla League Two, si svincola dai Glovers. Il 12 settembre seguente viene tesserato dal Motherwell.

### Nazionale
Nel 2019 viene convocato con la nazionale ugandese per la Coppa d'Africa.

## Statistiche

### Presenze e reti nei club
Statistiche aggiornate al 20 dicembre 2022.
| Stagione           | Squadra            | Campionato         | Campionato | Campionato | Coppe nazionali | Coppe nazionali | Coppe nazionali | Coppe continentali | Coppe continentali | Coppe continentali | Altre coppe | Altre coppe | Altre coppe | Totale | Totale | Totale |
| Stagione           | Squadra            | Comp               | Pres       | Reti       | Comp            | Pres            | Reti            | Comp               | Pres               | Reti               | Comp        | Pres        | Reti        | Pres   | Reti   |        |
| ------------------ | ------------------ | ------------------ | ---------- | ---------- | --------------- | --------------- | --------------- | ------------------ | ------------------ | ------------------ | ----------- | ----------- | ----------- | ------ | ------ | ------ |
| 2016-2017          | Yeovil Town        | FL2                | 31         | 1          | FACup+CdL       | 1+2             | 0               | -                  | -                  | -                  | EFLT        | 5           | 1           | 39     | 2      |        |
| 2017-2018          | Yeovil Town        | FL2                | 22         | 2          | FACup+CdL       | 2+0             | 0               | -                  | -                  | -                  | EFLT        | 4           | 0           | 28     | 2      |        |
| 2018-2019          | Yeovil Town        | FL2                | 32         | 1          | FACup+CdL       | 1+0             | 0               | -                  | -                  | -                  | EFLT        | 2           | 0           | 35     | 1      |        |
| Totale Yeovil Town | Totale Yeovil Town | Totale Yeovil Town | 85         | 4          |                 | 6               | 0               |                    | -                  | -                  |             | 11          | 1           | 102    | 5      |        |
| 2019-2020          | Motherwell         | SP                 | 10         | 0          | SC+CdL          | 1+0             | 0               | -                  | -                  | -                  | -           | -           | -           | 11     | 0      |        |
| 2020-2021          | Motherwell         | SP                 | 23         | 2          | SC+CdL          | 1+1             | 0               | UEL                | 2                  | 0                  | -           | -           | -           | 27     | 2      |        |
| 2021-2022          | Motherwell         | SP                 | 31         | 2          | SC+CdL          | 2+0             | 0               | -                  | -                  | -                  | -           | -           | -           | 33     | 2      |        |
| 2022-2023          | Motherwell         | SP                 | 13         | 1          | SC+CdL          | 0+1             | 0               | UEL                | 2                  | 0                  | -           | -           | -           | 16     | 1      |        |
| 2023-2024          | SP                 | 32                 | 2          | SC+CdL     | 2+4             | 0               | -               | -                  | -                  | -                  | -           | -           | 38          | 2      |        |        |
| Totale Motherwell  | Totale Motherwell  | Totale Motherwell  | 109        | 7          |                 | 12              | 0               |                    | 4                  | 0                  |             | -           | -           | 125    | 7      |        |
| Totale carriera    | Totale carriera    | Totale carriera    | 194        | 12         |                 | 18              | 0               |                    | 4                  | 0                  |             | 11          | 1           | 227    | 13     |        |

|}